# Будаево (Рязанская область)
Будаево — деревня в составе Восходского сельского поселения Кадомского района Рязанской области.

## География
Расположена на правом берегу Лисы в 14 км к северо-западу от Кадома, в 165 км к востоку от Рязани и в полукилометре от границы с соседним Ермишинским районом.

## История
В 1866 году имелось крахмалопаточное предприятие.

## Население
| 1984 | 2010 | 2023 |
| ---- | ---- | ---- |
| 180  | ↘51  | ↘37  |

## Транспорт
Деревня связана автодорогой с деревней Никиткино (выход к автодороге Восход — Кадом).